# Їжатцеві
Їжатцеві, їжатцюваті, (Hystricidae) — родина гризунів, що налічує 3 роди й 11 сучасних видів, які проживають в Африці (окрім Мадагаскару), південній Азії й Італії (Hystrix cristata, можливо, ввезений римлянами). Найбільш ранній знайдений викопний матеріал належить міоцену Європи. Їжатцеві передусім рослиноїдні; наземні й нічні тварини.

## Родинні групи
Родина їжатцевих належить до підряду їжатцевиді (Hystricomorpha), до складу якого також включають представників родин кавієві (Caviidae), агутієві (Dasyproctidae), шиншилові (Chinchillidae), аброкомові (Abrocomidae), пакові (Cuniculidae) та ін.
Нерідко їжатцевих (Hystricidae) об'єднують у спільну групу з еретизоновими, або голкошерстовими (Erethizontidae) через їхню схожість у розвитку голчастого покриву. У літературі для такого об'єднаного таксона поширена назва «дикобраз». Попри це, така схожість є наслідком паралелізму, і розвиток голчастих покривних утворів характерних для багатьох груп підряду їжатцевидих. Тепер родини Hystricidae та Erethizontidae відносять до різних парврядів:
- старосвітських їжатцевих (Hystricidae) — до парвряду їжатцевидих (Hystricomorpha s. str.)
- новосвітських голкошерстових (Erethizontidae) — до парвряду кавієвидих (Caviomorpha)

## Зовнішність
Їжатцеві — середніх розмірів або великі гризуни, що мають коренасту будову тіла, довжина хвоста не більш ніж половина довжини тіла й голови, кінцівки короткі; спину, боки, частину хвоста покривають голки чи шипи аж до 35 см довжиною. Діапазон довжини голови й тіла: 35—93 см, довжини хвоста: 2,5—26 см; вага: 1,5—30 кг.

## Таксономія
Родини налічує три роди та 11 видів.
- Родина Їжатцеві[4] (Hystricidae)
  - Рід Atherurus (їжатка)
    -       - Вид Atherurus africanus (їжатка африканська)
      - Вид Atherurus macrourus (їжатка азійська)

  - Рід Trichys (довгохвостий їжатець)
    -       - Вид Trichys fasciculata (довгохвостий їжатець)

  - Рід Hystrix (їжатець)
    - Підрід Hystrix
      - Вид Hystrix africaeaustralis (їжатець африканський)
      - Вид Hystrix cristata (їжатець чубатий, або гребінчастий)
      - Вид Hystrix indica (їжатець індійський)

    - Підрід Acanthion
      - Вид Hystrix brachyura (їжатець малайський)
      - Вид Hystrix javanica (їжатець зондський)

    - Підрід Thecurus
      - Вид Hystrix crassispinis (їжатець товстоголковий)
      - Вид Hystrix pumila (їжатець філіппінський)
      - Вид Hystrix sumatrae (їжатець суматранський)

Викопні: Sivacanthion, Xenohystrix, кілька видів Hystrix.

## Поведінка
Їжатці, на відміну від своїх дендрофільних родичів з Нового світу (Erethizontidae), доволі повільні й наземні тварини. Вони переважно нічні. Пожива складається переважно з різноманітної рослинної їжі, це може бути диня, виноград, манго, ананас, цукрова тростина, але обгризання кісток і харчування падлом також за ними помічається. Також вони часто обгризають кору та стовбури дерев для регулювання зношування зубів. Головні вороги: дикі коти, хижі птахи, гієни, пітони, а також люди, які вбивають їжатців заради м'яса, заради прикрас чи амулетів, або тому, що вважають їх шкідниками господарства, бо вони обгризають стовбури дерев.

## Місця проживання
Поширені в південній Європі, південній Азії (в тому числі на багатьох островах), великій частині Африки. Можуть проживати в пустелях, на кам'янистих ділянках, в горах, саванах, серед орних земель, у лісах. Часто використовують покинуті глибокі нори інших тварин; також живуть у печерах, ущелинах, порожнистих деревах або глибоких норах, які вони викопали самі.